# Henry Gilliland
Henry Clay Gilliland (* 11. März 1845 im Newton County, Missouri; † 21. April 1924 in Altus, Oklahoma) war ein US-amerikanischer Old-Time-Musiker. Gilliland war Gründer der Old Fiddlers Association of Texas und mit Eck Robertson der erste ländliche Musiker, der je auf Schallplatte aufgenommen wurde.

## Leben

### Kindheit und Jugend
Henry Gilliland wurde 1845 nahe Granby in Missouri geboren (anderen Quellen nach im Jasper County); seine Familie machte sich aber in der Zeit des Goldrausches auf den Weg nach Kalifornien, als Gilliland acht Jahre alt war. 1854 ließen sie sich im Parker County, Texas, nieder, wo Gillilands Vater ein Jahr später starb. Die Mutter und ihre Kinder waren nun sich selbst überlassen und blieben in Texas, obwohl das Parker County zu dieser Zeit kontinuierlich von Überfällen der Indianer bedroht wurde. Nach der harten Feldarbeit am Tage las er abends in Büchern, um sich zu bilden. Als junger Mann begann er, auf der Fiddle seines jüngeren Bruders zu spielen, der in der Armee diente.

### Im Bürgerkrieg
Während des Amerikanischen Bürgerkrieges trat Gilliland 1863 der Armee der Konföderierten Staaten bei. Zunächst in der 2. Texas Calvary eingesetzt, wurde er später ins 21. Infantry Regiment versetzt. Seine genauen Erlebnisse im Krieg sind nicht genau überliefert und Gilliland selbst machte nur widersprüchliche Angaben zu seiner Zeit als Soldat. Es ist jedoch wahrscheinlich, dass er strategisch wichtige Stützpunkte entlang der Golf-Küste in Texas beschützte. In dieser Zeit kam Gilliland auch zu Verletzungen, die ihn zeit seines Lebens behinderten.

### Leben zwischen 1870 und 1900
Nachdem der Krieg zu Ende war und die Südstaaten sich wieder in den Bund der Vereinigten Staaten eingliederten, wurden die Übergriffe der Indianer im Parker County immer heftiger. Die ständige Bedrohung veranlasste Gilliland, den Texas Rangers beizutreten, um die Angriffe abzuwehren. Im Laufe der Zeit schaffte er es in den Rang eines Captain – Aufzeichnungen oder Urkunden gibt es darüber aber nicht.
In dieser Zeit arbeitete Gilliland als Farmer und heiratete 1869 Susie Borden. Auf der Fiddle verbesserte er stetig seine Fähigkeiten und wurde als Musiker für die damals üblichen Haus-Partys und Barn Dances engagiert – Fiddlers Contests gab es in den 1870er-Jahren in Nordwest Texas noch nicht. Anfang dieses Jahrzehntes war Gilliland maßgeblich für die Etablierung der Methodistenkirche im Parker County und verdiente um 1867 mit dem Transport von Holz zwischen Sandy und Jacksboro seinen Lebensunterhalt. Um 1880 begann Gilliland, verschiedenen lokale Fiddlers Contests zu besuchen und zog bereits damals mit seiner Show die Aufmerksamkeit auf sich. Sein sarkastischer Humor, sein schnelles, lautes, präzises Spielen und sein Talent als Unterhalter machten ihn bald weitreichend bekannt. 
Im Juli 1900 wurde in Weatherford, Texas, ein Fiddle-Wettbewerb abgehalten, auf dem Gilliland mit den beiden Stücken Apple Blossom und Wagoner den ersten Platz belegte. Ein paar Monate später starb seine Mutter, die zwischenzeitlich nach Oklahoma gezogen war, um mit ihrer verheirateten Tochter zu leben. Gilliland fasste danach den Entschluss, ebenfalls nach Oklahoma ins Indian Territory überzusiedeln. Trotzdem besuchte er des Öfteren seine Heimat Texas, um Verwandte und Freunde zu besuchen. 1910 zog er nach Altus, Oklahoma, wo er den Beinamen „Uncle Henry“ bekam.

### Späte Karriere
Im Frühjahr 1901 organisierten die United Confederate Veterans einen Fiddle-Wettbewerb in Fort Worth, an dem Gilliland zusammen mit Jesse Roberts, Polk Harris, J.C. Miller, Moses Bonner und fünfzehn weiteren Fiddlern teilnahm. Er gewann den ersten Preis und wurde außerdem für seine Darbietungen von Arkansaw Traveler und Dixie ausgezeichnet. Während dieser Veranstaltung wurde von den Teilnehmern die Old Fiddlers Association of Texas gegründet, die Moses Bonner als Präsidenten und Gilliland als Schatzmeister hatte. 
In dieser Zeit wurden Fiddlers Contests in Texas und Oklahoma immer populärer und Gilliland hatte in diesen Veranstaltungen eine Beschäftigung für den Rest seines Lebens gefunden. Neben zahlreichen ersten Plätzen erhöhte sich dadurch seine Bekanntheit als einer der besten Fiddler der Region immer mehr. 1913 starb Gillilands Frau Susa. Er heiratete danach die 26 Jahre jüngere Mollie Aldridge, die aber bereits nach drei Jahren Ehe starb. Danach blieb Gilliland unverheiratet.
Im Juni 1922 traten Gilliland und der weitaus jüngere Musiker Eck Robertson auf der Confederate Reunion in Richmond, Virginia, auf, die sie aber vorzeitig verließen und stattdessen in der Hoffnung, Plattenaufnahmen machen zu können, nach New York City. An ihrem ersten Tag dort besichtigten sie (in Konföderierten-Uniformen, die sie noch von der Reunionen anhatten) die Metropole und nächtigen bei einem befreundeten Anwalt Gillilands. Erst am nächsten Tag spielte sie den Direktoren des Labels Victor Records vor, die sie eine Reihe von alten Fiddle-Stücken aufnehmen ließen, unter ihnen Arkansaw Traveler und Turkey in the Straw. Dies waren die ersten Aufnahmen ländlicher Musiker, die kommerziell verfügbar waren. Trotz der Existenz der Platten von Don Richardson, einem klassischen Violinisten, der Titel wie Mississippi Sawyer einspielte, gelten Robertsons und Gillilands Aufnahmen als der Anfang der kommerziellen Ära der Old-Time Music sowie als Beginn eines neuen Genres, dass sich in den 1930er- und 1940er-Jahren bildete: die Country-Musik.
Während Eck Robertson nun eine professionelle Karriere als Musiker startete, zog Gilliland sich nach Altus, Oklahoma, zurück, wo er 1924 im Alter von 79 Jahren starb.

## Diskographie
Siehe Eck Robertson für eine Diskographie. 